# N400 (neuroscienze)
N400 o n400 epr, in psicofisiologia e neurofisiologia, è la sigla che definisce un particolare tipo di potenziale evento-correlato (Event-Related Potentials) (risposta cerebrale misurabile a uno stimolo interno o esterno). Esso è un particolare potenziale evento-correlato che misura elettrofisiologicamente l'elaborazione semantica del nostro cervello.
Si tratta di un metodo non invasivo di monitoraggio dei processi cerebrali in tempo reale e come tale può essere utilizzato per ottenere evidenze elettrofisiologiche del funzionamento del cervello e dei processi psicologici. L'N400 componente dell'ERP è principalmente correlata all'elaborazione del linguaggio ed è stato registrato in associazione ad esempi di incongruenza semantica trovate nelle frasi, parole o cifre presentate visivamente.
All'elettroencefalogramma si presenta come una deflessione negativa del segnale elettrico registrato che raggiunge il picco intorno ai 400 ms dalla presentazione dello stimolo, anche se può presentarsi dai 250 ai 500 ms, e solitamente il segnale è più forte negli elettrodi delle aree centro-parietali. La N400 è parte della normale risposta cerebrale a parole o altri stimoli significativi, incluse parole presentate visivamente o per via uditiva, segni della lingua dei segni, immagini, volti, suoni immersivi, e odori.

## Applicazioni diagnostiche
Alcune ricerche indicherebbero che nella schizofrenia l'N400 è amplificato, a sostegno dell'ipotesi che in questa patologia questa alterazione neurofisiologica potrebbe riflettere l'alterazione dei processi di integrazione contestuale, che, come è noto, sono la chiave per la corretta comprensione delle parole. Infatti, l'N400 è stato trovato essere anormale nei pazienti con schizofrenia rispetto ai controlli sani e, quindi, potrebbe indicare la causa del deficit semantico dei pazienti con disturbo del pensiero.

Altre ricerche indicherebbero un ruolo diagnostico per l'400 nella diagnosi e nello studio della progressione di malattia nell'Alzheimer. Questa tecnica, infatti,  